# Kommunikation i Sri Lanka
Kommunikation i Sri Lanka
Telefoner - Fasta nätet:
cirka 1095000
Telefoner - mobilabonnenter:
cirka 2150000 
Radiostationer:
AM 15, FM 50, kortvåg 5
Radioapparater
Antal radioapparater: cirka 12 miljoner
Tv-kanaler:
21 (1997)
TV-apparater:
Antal TV-apparater: cirka 5 miljoner
Internetleverantörer:
10 st Bredband har nyligen lanserats av två telecomserviceföretag.
Toppdomän: .LK